# Agustín Kazotic
Agustín Kazotic (Traù, c. 1260 - Lucera, 3 de agosto de 1323) fue un religioso dálmata perteneciente a la orden dominica; se convirtió en obispo de Zagreb y luego de Lucera; es venerado como beato por la Iglesia Católica y su memoria litúrgica se celebra el 3 de agosto.

## Biografía
Nacido en una familia patricia de Trogir, en Dalmacia, ingresó en la Orden de Predicadores a la edad de 15 años. Tras unos años en Split, en 1286 fue enviado a París para completar sus estudios. A su regreso, luchó vigorosamente contra la herejía desenfrenada en Bosnia y formó una cordial amistad con el antiguo Maestro de la Orden, Niccolò Boccasini, Legado Papal en Hungría y futuro Papa Benedicto XI. Contemporáneo de Agustín fue el breve pontificado de Celestino V, coronado el 29 de agosto y pronto dimitido el 13 de diciembre de 1294, de modo que el poder temporal de la Iglesia, expresión de sus más prestigiosos cardenales, remitiera con más firmeza a una política cercana a la Casa de Anjou de Francia.
Niccolò Boccasini, legado papal, en 1303 nombró y consagró personalmente a Agustín, obispo de Zagreb. Las luchas internas por la sucesión al trono y la arrogancia de los nobles desolaron esa diócesis y durante veinte años Agustín se destacó por su celo pastoral. Según el historiador Baltazar Adam Krčelić, mientras la catedral de Zagreb estaba en construcción en 1312, hubo una sequía, y con la intercesión del obispo, una fuente de agua, conocida como Manduševac, brotó en la actual plaza Ban Jelačić los últimos años. En 1322 oscuras intrigas pusieron a Agustín en una mala posición con el rey Caroberto, quien, aprovechando su ausencia de Zagreb, no le permitió regresar a su obispado.
De 1317 a 1322 el obispo fue de hecho un invitado de la Curia papal en Aviñón, donde pudo distinguirse por sus conocimientos teológicos y doctrinales, y donde escribió dos disertaciones (sobre la magia y pobreza de Cristo y los apóstoles). Para cumplir con el deseo de Roberto de Anjou, rey de Nápoles, el Papa Juan XXII trasladó a Agustín a Lucera, en Puglia.
La ciudad, que hace unos años había cambiado el nombre de Luceria Saracenorum por el de Città di Santa Maria (1300), fue escenario de una sangrienta lucha entre los sarracenos supervivientes y los cristianos, que habían desaparecido casi por completo de la ciudad bajo la dominación suaba. Con el encanto de su ejemplo y el poder persuasivo de su palabra, en solo diez meses Agustín devolvió el rostro cristiano a la ciudad.
Persona esbelta, porte noble, rasgo manso y afable, aspecto hierático, cuenta la tradición que Agustín también se interesó por el cuidado material de la ciudad: a él queremos atribuir el inicio de la construcción del nuevo episcopio, la creación de un orfanato femenino, la restauración de la iglesia de Santa Maria della Tribuna, la fundación del hospital Cammarelle, la reconstrucción y ampliación, a petición de Roberto de Anjou, de las murallas de la ciudad. Sin embargo, no existe evidencia documental o material de la paternidad de todas estas estructuras por parte del Obispo e incluso del Archivo Diocesano de San Nicola di Bari, dirigido entre otras cosas por un padre dominico, han excluido que pueda haber vínculos con Agustín.
Fue sorprendido por su muerte el 3 de agosto de 1323.

## Culto
Por resolución del 17 de agosto de 1668, el obispo es proclamado Protector de la ciudad de Lucera. Con una bula papal del 4 de abril de 1702, el Papa Clemente XI lo proclamó beato, confirmando un Breve Apostólico anterior del Papa Juan XXII de 1326.
En ese año (el año santo 1700) el Papa Inocencio XII aprobó el culto de Agustín de Dalmacia de la Orden de Predicadores, primer obispo de Zagreb, luego de Lucera.
El proceso de canonización está en marcha.
El busto relicario fue realizado en madera con una cabeza de plata en 1563, pero el 18 de marzo de 1983 fue robada la cabeza y el 1 de diciembre de 1995 Scarinzi inauguró la nueva cabeza de plata. Este busto fue inmediatamente objeto de veneración pública, tanto que fue llevado por las calles de la ciudad en caso de desastres naturales para solicitar la protección del beato. En este sentido, cabe mencionar un hecho prodigioso que, según la tradición, habría ocurrido durante una tormenta del siglo XVIII: algunos testigos aseguraron haber visto al obispo aparecer en las nubes, mientras empujaba las nubes lejos de Lucera. Este episodio está pintado en el lienzo del Beato Agostino Casotti de Vincenzo Lambiasi, conservado en la iglesia de San Domenico de Lucera.
La reliquia del cráneo tiene una lesión obvia, aparentemente causada por una herida de arma de hierro. Algunos autores sostienen que esta herida es la causa de la muerte, que se remonta a una hipotética emboscada de los sarracenos. Al respecto, hay que tener en cuenta que, en 1286, Agustín, de camino a París, cerca de Pavía, sufrió un feroz ataque de unos sicarios que mataron a su compañero de estudios, Giacomo Orsini; en consecuencia, esta podría ser la causa real del traumatismo craneoencefálico.